# Smittina personata
Smittina personata är en mossdjursart som först beskrevs av Walter Douglas Hincks 1884.  Smittina personata ingår i släktet Smittina och familjen Smittinidae. Inga underarter finns listade i Catalogue of Life.